# Glenville, Connecticut
Glenville är en ort i Fairfield County i delstaten Connecticut, USA.